# Missions néerlandaises à Edo

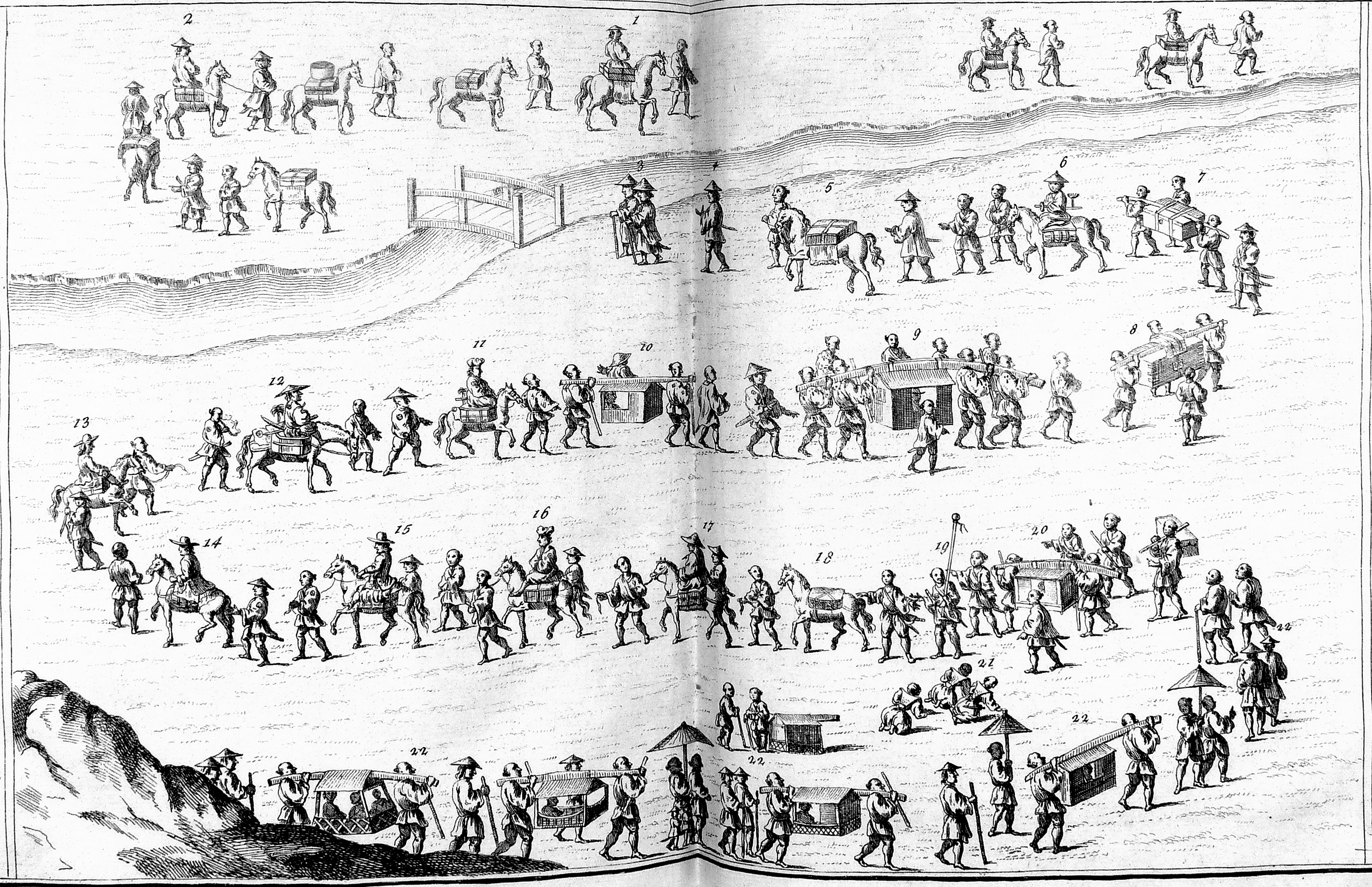
Procession néerlandaise à la cour du shogun. Gravure européenne du XVIIe siècle représentant une ambassade néerlandaise se rendant au château de Tokugawa.

Les missions de la compagnie néerlandaise des Indes orientales à Edo sont des missions régulières de tribut auprès de la cour du shogun Tokugawa à Edo (moderne Tokyo), destinées à réaffirmer les liens entre le bakufu et les opperhoofd. Les opperhoofd de la manufacture néerlandaise de Dejima et sa suite sont escortés par les Japonais à Edo où ils présentent des cadeaux exotiques et élaborés au shogun : horloges, télescopes, médicaments, éléments d'artillerie et animaux rares constituent les cadeaux habituels des missions d'hommage. Le shogun offre en retour des cadeaux aux Hollandais. Comme c'est le cas en Chine, le système de tribut permet de renforcer l'idée de la suprématie du shogun sur ses sujets.

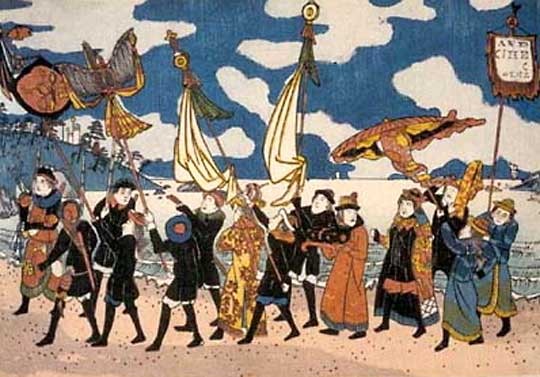
Ukiyo-e du XIXe siècle représentant une ambassade néerlandaise. En raison de leur proximité d'Edo, les Hollandais étaient tenus de faire plus de visites dans la capitale qu'un vassal plus éloignés comme le royaume de Ryukyu.

## Source de la traduction
- (en) Cet article est partiellement ou en totalité issu de l’article de Wikipédia en anglais intitulé « Dutch missions to Edo » (voir la liste des auteurs).